# Cloud Hearts
Cloud Hearts Co., Ltd. (яп. 株式会社クラウドハーツ, Kabushiki-gaisha Cloud Hearts) — японська анімаційна студія, розташована в Суґінамі, Токіо.

## Історія
Студія існувала як філія Yokohama Animation Lab у середині 2010-х років і була зазначена під назвою "YAL/CHst" (акронім від "Yokohama Animation Lab / CloudHearts studio"), перш ніж офіційно стала окремою юридичною особою (але все ще в складі корпоративної групи студії) 1 червня 2021 року за ініціативою продюсера Сатоші Накатані.  З травня 2024 року студію виключили зі складу її материнської компанії, і, ймовірно, вона припинила діяльність. Станом на жовтень 2024 року її подальша доля залишається невідомою.

## Праці
| Рік      | Назва                                                                         | Режисер(и)      | Режисер(и) анімації | Джерело                | Еп. | Прм.  |
| -------- | ----------------------------------------------------------------------------- | --------------- | ------------------- | ---------------------- | --- | ----- |
| 2021     | Tawawa on Monday 2                                                            | Юкі Оґава       | Сатоші Накатані     | Манґа                  | 12  |       |
| 2023     | The Iceblade Sorcerer Shall Rule the World                                    | Масахіро Таката | Сатоші Накатані     | Ранобе                 | 12  | [ 3 ] |
| 2023     | The Great Cleric(спільно з Yokohama Animation Laboratory)                     | Масато Тамаґава | Сатоші Накатані     | Ранобе                 | 12  | [ 4 ] |
| 2023     | Rail Romanesque 2 (спільно з Yokohama Animation Laboratory)                   | Мічіру Ебата    | Юума Огамі          | Візуальний роман Ероґе | 12  | [ 5 ] |
| 2024 рік | The New Gate (спільно з Yokohama Animation Laboratory)                        | Тамакі Накацу   | Юума Огамі          | Ранобе                 | 12  | [ 6 ] |
| 2024 рік | Whisper Me a Love Song (спільно з Yokohama Animation Laboratory епізоди 1-10) | Акіра Мано      | Юума Огамі          | Ранобе                 | 12  | [ 7 ] |